# امیرمهدی ژوله
امیرمهدی ژوله (زاده ۲۷ مرداد ۱۳۵۸) فیلم‌نامه‌نویس، بازیگر و کمدین اهل ایران است. او فعالیتش را از نویسندگی مطبوعاتی آغاز کرد و سپس وارد نویسندگی سینما و تلویزیون شد. پس از آن با استندآپ کمدی شهرت و محبوبیت بیشتری پیدا کرد و به عنوان بازیگر به عرصه سینما و تلویزیون و شبکه نمایش خانگی وارد شد.

## استندآپ کمدی
در مسابقه خنداننده برتر سال ۱۳۹۴ او مطالب طنزی در مورد فوتبالیست‌ها و خواننده‌های زیرزمینی مطرح کرد. در پی این اتفاق عده‌ای از طرفداران امیر تتلو به صفحه اینستاگرام ژوله حمله کردند. او در پی این اتفاقات اعلام کرد: من یک هفته نیست که صفحه اینستاگرامم را باز کردم و خیلی خوشحال شدم که این چنین مورد استقبال قرار گرفت چون در عرض یک هفته ۵۵ هزار دنبال‌کننده پیدا کرد و این یک رکورد است اما با اتفاقاتی که افتاده تصمیم گرفته‌ام صفحه‌ام را ببندم، چون اگر در این صفحه نتوانم حرمت خودم و همکارانم را نگه دارم، این صفحه به چه درد می‌خورد؟
ژوله در جریان مسابقات خنداننده برتر، توانست به مرحله فینال راه پیدا کند و همراه با مهران غفوریان جایگاه اول را از آن خود کند.

## سوابق مطبوعاتی
شروع فعالیت ژوله با نویسندگی مطبوعات بود. ژوله در سال ۸۰ به هفته‌نامه «تماشاگران» رفت، سپس ستون‌هایی را با مضمون طنز ورزشی در مطبوعاتی چون «جهان فوتبال»، «ایران ورزشی» و در نهایت هفته‌نامه «چلچراغ» به نگارش درآورد.
یادداشت‌های «کودک فهیم» جزو پرطرفدارترین ستون‌های هفته‌نامه چلچلراغ بود که از نگاه یک بچه به روایات فوتبال از جمله جام جهانی می‌پرداخت. ۴۰ یادداشت اول کودک فهیم به صورت کتاب منتشر شد که به چاپ چهارم هم رسید.
وی پس از کودک فهیم وارد طنزهای اجتماعی شد و در ادامه به نویسندگی سینما و تلویزیون روی آورد.

## بیماری اِم‌اِس
او که خودش مبتلا به اِم‌اِس است، در یکی از برنامه‌های خندوانه با این بیماری شوخی کرد و از تجربیاتش در مبارزه با این بیماری گفت.

## دیدگاه‌ها
ژوله از جمله ۱۴۰ هنرمند ایرانی بود که با امضاء طوماری در مورخ ۲۲ خرداد ۱۳۹۲، همراه با سایر اصلاح‌طلبان و اعتدالگرایان، ضمن قدردانی از انصراف عارف به نفع روحانی، از نامزدی حسن روحانی در انتخابات ریاست جمهوری ۱۳۹۲ حمایت علنی کرد.

## نویسنده
- کمربندها را ببندیم (مهدی مظلومی - ۱۳۸۳)
- شب‌های برره (مهران مدیری - ۱۳۸۴)
- باغ مظفر (مهران مدیری - ۱۳۸۵)
- زندگی به شرط خنده (مهدی مظلومی - ۱۳۸۵)
- گنج مظفر (نمایش خانگی) (مهران مدیری - ۱۳۸۶)
- مردهزارچهره (مهران مدیری - ۱۳۸۷)
- مرددوهزارچهره (مهران مدیری - ۱۳۸۸)
- قهوه تلخ (نمایش خانگی) (مهران مدیری - ۹۱–۱۳۸۹)
- ویلای من (نمایش خانگی) (مهران مدیری - ۱۳۹۱)
- شوخی کردم (نمایش خانگی) (مهران مدیری - ۱۳۹۲)
- در حاشیه (مهران مدیری - ۱۳۹۳)
- عطسه (نمایش خانگی) (مهران مدیری - ۱۳۹۴)
- در حاشیه ۲ (مهران مدیری - ۱۳۹۴)
- ملاقات با جادوگر (حمید بهرامیان - ۱۳۹۸)
- خوب، بد، جلف: رادیواکتیو (محسن چگینی - ۱۳۹۹)
- شیشلیک (محمدحسین مهدویان - ۱۳۹۹)
- روزی روزگاری مریخ (پیمان قاسم خانی - ۱۴۰۱)

## فیلم‌شناسی

### سینما
| سال  | نام فیلم          | نقش       | کارگردان        |
| ---- | ----------------- | --------- | --------------- |
| ۱۴۰۳ | جزایر قناری       |           | عادل معصومیان   |
| ۱۴۰۳ | طهران ۵۷          |           | ایمان یزدی      |
| ۱۳۹۸ | ملاقات با جادوگر  | آرش قائدی | حمید بهرامیان   |
| ۱۳۹۷ | سامورایی در برلین | فریدون    | مهدی نادری      |
| ۱۳۹۷ | سونامی            | دشتی      | میلاد صدرعاملی  |
| ۱۳۹۶ | هزارپا            | کریم      | ابوالحسن داوودی |
| ۱۳۹۵ | خوب بد جلف        | حسام      | پیمان قاسم خانی |

### تلویزیون
| سال       | نام سریال      | نقش    | کارگردان      |
| --------- | -------------- | ------ | ------------- |
| ۱۳۹۹      | چوب خط         | نادر   | حمید بهرامیان |
| ۱۳۹۶      | دیوار به دیوار | زامیاد | سامان مقدم    |
| ۱۳۹۴–۱۳۹۵ | دورهمی         | نادر   | مهران مدیری   |

### نمایش خانگی
| سال  | نام سریال                | نقش     | کارگردان                         |
| ---- | ------------------------ | ------- | -------------------------------- |
| ۱۴۰۴ | کافه ژوله                | خودش    |                                  |
| ۱۴۰۳ | کارناوال                 | خودش    | رامبد جوان                       |
| ۱۴۰۲ | ۲شات                     | خودش    | علی میرمیرانی                    |
| ۱۴۰۲ | ضد                       | خودش    | سعید ابوطالب                     |
| ۱۴۰۲ | پدرخوانده ۲              | خودش    | سعید ابوطالب                     |
| ۱۴۰۲ | صداتو                    | داور    | حامد جوادزاده و سید مهدی سعیدی   |
| ۱۴۰۲ | ارتش سری                 | خودش    | سعید ابوطالب                     |
| ۱۴۰۱ | پدر گواردیولا            | حمیدرضا | سعید نعمت‌الله                    |
| ۱۴۰۱ | پدر خوانده ۱             | خودش    | سعید ابوطالب                     |
| ۱۴۰۱ | جوکر                     | خودش    | احسان علیخانی و سیدحامد میرفتاحی |
| ۱۴۰۱ | روزی روزگاری مریخ        | افلاطون | پیمان قاسم‌خانی                   |
| ۱۴۰۰ | دراکولا                  | کامبیز  | مهران مدیری                      |
| ۱۳۹۹ | شب‌های مافیا              | خودش    | سعید ابوطالب                     |
| ۱۳۹۹ | خوب، بد، جلف: رادیواکتیو | حسام    | محسن چگینی                       |
| ۱۳۹۶ | گلشیفته                  | وحید    | بهروز شعیبی                      |

## تئاتر
- نمایش «این دنیا یه کنسرت… به من بدهکاره»[۱۱]
- نمایش اپراتور نسل چهارم (باقر سروش)[۱۲]